# Макаров, Степан Осипович
Степа́н О́сипович Мака́ров (27 декабря 1848 [8 января 1849], Николаев — 31 марта [13 апреля] 1904, близ Порт-Артура) — русский военно-морской деятель, герой Русско-японской войны, океанограф, полярный исследователь, кораблестроитель, вице-адмирал (20.08.1896). Изобретатель минного транспорта, разработчик теории непотопляемости, пионер использования ледоколов. В 1895 году разработал русскую семафорную азбуку. Погиб во время русско-японской войны.

## Биография
Степан Макаров родился в 1848 году в семье морского офицера — штабс-капитана Осипа Фёдоровича Макарова (1813—1878), служившего в Николаеве и Николаевске-на-Амуре, и его жены Елизаветы Андреевны Кирилловой, дочери унтер-офицера. В Николаеве сохранился дом, где родился Макаров (современный адрес: улица Адмирала Макарова, 4). В апреле 1858 года чета Макаровых переехала в Николаевск-на-Амуре, и в сентябре Степан поступил в местное морское училище.

### Служба
С 1861 по 1864 год Степан Макаров находился в ряде практических плаваний для получения практики, в том числе в заграничных вояжах и в Первой американской экспедиции. В 1865 году окончил Мореходное училище, которое готовило офицеров корпуса флотских штурманов.
В августе 1865 года Макарова назначили на корвет «Варяг» под командованием капитана 2-го ранга Р. А. Лунда. Командир так отзывался о молодом унтер-офицере: «В продолжение с лишком годовой службы на корвете Макаров выказал отличные показания по всем отраслям морского искусства, особенное усердие, старание и любознательность. Так, например, из любви к приобретению познаний Макаров присутствовал при всех астрономических и магнитных наблюдениях, деланных лейтенантом Старицким и вычислял их для себя; кроме того, Макаров — юноша самого благородного и прекрасного поведения». В ноябре 1866 года Макарова перевели на флагманский корвет «Аскольд» под командованием капитан-лейтенанта П. И. Полозова, на котором перешёл на Балтику через мыс Доброй Надежды.
В 1867 году был произведён в гардемарины с зачислением в воспитанники Морского кадетского корпуса. После двухлетних учебных плаваний получил чин мичмана. Уже в 1867 году напечатал в «Морском сборнике» свою первую научную статью — «Инструмент Аткинса для определения девиации в море».
В первом же офицерском плавании на броненосной лодке «Русалка» в 1869 году Макаров начал исследовать проблему непотопляемости корабля (толчком к этому послужила авария «Русалки», севшей на мель и едва не затонувшей). молодой офицер предложил множество новаторских идей: о разделении корабля на водонепроницаемые отсеки, об установлении магистральных трубопроводов с мощными помпами и ответвлениями в отсеках, использовании специальных пластырей для заделывания пробоин. В дальнейшем Макаров много раз обращался к исследованию проблемы непотопляемости корабля и опубликовал на эту тему несколько трудов.
В 1868—1869 годах совершил семимесячное заграничное плавание на винтовом фрегате «Дмитрий Донской», посетив Германию, Францию, Португалию и Бразилию. В ходе этого плавания сдал практические экзамены и был произведён в чин мичмана. Затем служил на береговых должностях в Кронштадте. В 1871—1872 годах совершил кругосветное плавание на паровой шхуне «Тунгуз».
Получив под командование пароход «Великий князь Константин», лейтенант Макаров переоборудовал его, в соответствии со своим проектом, для использования как базы для спускаемых на воду минных катеров. Во время русско-турецкой войны Макаров с их помощью осуществил несколько успешных атак турецких кораблей. В декабре 1877 и в январе 1878 года под руководством и при личном участии Макарова были впервые использованы в боевых действиях против турецких кораблей в Батуме самодвижущиеся мины (торпеды).
Во время Ахал-текинской экспедиции (1880—1881) занимался организацией снабжения водным путём из Астрахани в Красноводск. Возглавлявший экспедицию генерал Скобелев обменялся с ним георгиевскими крестами (своеобразный вариант побратимства у георгиевских кавалеров).
Командовал пароходом «Тамань» (1881—1882), фрегатом «Князь Пожарский» (1885), корветом «Витязь» (1886—1889), на котором совершил кругосветное плавание. Занимался океанографическими исследованиями. В 1880 году награждён Малой золотой медалью Русского географического общества. (Золотую медаль того же общества он получил 15 лет спустя).
В 1890 году Макаров, одновременно с производством в контр-адмиралы, был назначен младшим флагманом Балтийского флота, а в 1891—1894 годах исполнял должность главного инспектора морской артиллерии. В 1892—1897 годах Макаров жил в Петербурге в лицевом доме на Моховой, 7. С 1894 года стал младшим флагманом Практической эскадры Балтийского моря, затем был командующим эскадрой в Средиземном море (1894—1895), при угрозе войны с Японией (1895) перевёл корабли на Дальний Восток, командующим Практической эскадрой Балтийского моря (1896—1898).
Макаров был одним из инициаторов использования ледоколов для освоения Северного морского пути. Он был руководителем комиссии по составлению технического задания для строительства ледокола «Ермак» (1897—1898). В 1901 году, командуя «Ермаком», совершил экспедицию к Земле Франца-Иосифа.
С 6 декабря 1899 по 9 февраля 1904 года Макаров был главным командиром Кронштадтского порта и губернатором Кронштадта. В этом качестве он составил за четыре дня до начала русско-японской войны записку с предупреждением о неизбежности начала японцами войны в ближайшие дни, равно как и о недостатках русской противоторпедной обороны, которые позже и были использованы японцами при атаке на рейд Порт-Артура 26 января 1904 года.
После начала русско-японской войны назначен 1 (14) февраля 1904 года командующим флотом в Тихом океане и 24 февраля (8 марта) прибыл в Порт-Артур. Руководил действиями кораблей при обороне Порт-Артура, но вскоре погиб на броненосце «Петропавловск», подорвавшемся на мине. В статье «Гайдамак» в Военной энциклопедии Сытина утверждалось, что тело адмирала Макарова было принято на борт крейсера, однако, в списке опечаток к 10-му тому (стр. 373) эта информация была опровергнута и там же, как и в другом, более позднем томе этого же издания было сказано, что «От М. осталось одно пальто». Японский поэт Исикава Такубоку (по стечению обстоятельств молодой поэт умер ровно через 8 лет, в один день с прославленным адмиралом) откликнулся на известие о гибели Макарова следующими строками:

Друзья и недруги, отбросьте прочь мечи,
Не наносите яростных ударов,
Замрите со склоненной головой
При звуках имени его: Макаров.
Его я славлю в час вражды слепой
Сквозь грозный рёв потопа и пожаров.
В морской пучине, там где вал кипит,
Защитник Порт-Артура ныне спит.
В 1909 году корпус затонувшего корабля, лежащий на расстоянии около 2,5 миль от берега на глубине около 150 футов, приобрёл предприниматель Сакурая Цериносукэ, рассчитывавший обнаружить судовую кассу и другие ценности. В октябре 1911 года появились первые сообщения об обнаружении внутри корпуса корабля останков русских моряков. Летом 1913 года, поступила информация о том, что из кают, находившихся по левому борту кормовой части броненосца на средней и нижней палубах, были извлечены останки шести человек.
Об этом 2 июня 1913 года в МИД России сообщил консул в г. Дайрен (бывший Дальний) В. В. Траутшольд. 24 июня 1913 года останки моряков были захоронены с воинскими почестями на воинском кладбище в Порт-Артуре.
Морским поисково-исследовательским центром Тихоокеанского флота «Искра», начиная с 2004 года проводилась работа по поиску места захоронения моряков, поднятых с Петропавловска, которая результатов не дала. В октябре 2011 года Центром «Искра» под руководством Карташева Владимира Александровича и активном содействии МИД России была проведена экспедиция по установлению точных координат места гибели эскадренного броненосца «Петропавловск», экспедиция имела международный статус, и в ней принял участие Китайский центр подводной археологии и моряки Северного флота НОАК. В результате работ точные координаты были установлены, но в точке гибели самого броненосца не оказалось. Был обнаружен только заиленный металлический фрагмент. По версии руководителя экспедиции В. А. Карташева броненосец был утилизирован японцами в 1943 году, но этот факт был скрыт от СССР, чтобы не обострять отношения между странами при действующем договоре о нейтралитете, существовавшим на тот момент. По результатам экспедиции китайской стороной был составлен подробный отчёт на двух языках, а российской стороной на русском языке с указанием элементов поиска, расчётов и манёвренного планшета.
- 1848, 27 декабря — Родился в городе Николаеве Херсонской губернии.
- 1858, апрель-август — Переехал в город Николаевск-на-Амуре в связи с переводом его отца в Сибирскую флотилию. Сентябрь — Поступил в Морское училище в Николаевске-на-Амуре.
- 1861, 17 мая-27 июня — На винтовом клипере «Стрелок» плавание из Николаевска в залив Де-Кастри и пост Дуэ.
- 1861, 27 июля-15 октября — На транспорте «Манджур» плавание из Николаевска в Де-Кастри.
- 1862, 20 мая-28 сентября — На транспорте «Манджур» плавание из Николаевска в Де-Кастри и Дуэ.
- 1863, 10 мая-16 июня — На шхуне «Восток» плавание в Де-Кастри и Дуэ.
- 1863, июль — 1864, май — На клипере «Абрек» в составе эскадры Тихого океана под флагом вице-адмирала А. А. Попова ходил к берегам Северной Америки в Сан-Франциско, вернулся в Россию на флагманском корвете «Богатырь».
- 1864, июль-октябрь — На судне «Александр II» и кораблях Сибирской флотилии «Морж» и «Америка»
- 1864, октябрь — Возвратился из плавания в Морское училище (Николаевск-на-Амуре).
- 1865, 23 апреля — Окончил Николаевское морское училище первым по успеваемости, в этот же день назначен в плавание на пароходо-корвет «Америка».
- 1865 апрель-август — На пароходо-корвете «Америка».
- 1865, август — Переведён в Тихоокеанскую эскадру.
- 1865, август — 1866, ноябрь — В плавании в Японском, Китайском, Охотском морях и Тихом океане на корвете «Варяг»[4]
- 1866, ноябрь — 1867, 31 мая — На корвете «Аскольд» в составе эскадры контр-адмирала Ф. С. Керна перешёл по маршруту Нагасаки — мыс Доброй Надежды — Кронштадт.
- 1867, 14 июля — За выдающиеся успехи в науках произведен «не в пример прочим» вместо кондукторов корпуса штурманов в гардемарины. Июль — Назначен в 1-й флотский экипаж Балтийского моря.
- 1867, 16 сентября — 1868, 28 июня — Ходил на фрегате «Дмитрий Донской». Октябрь — Опубликование в «Морском сборнике» первой научной работы: «Инструмент Адкинса для определения девиации в море».
- 1868, 17 сентября — 1869, 25 мая — На фрегате «Дмитрий Донской» находился в заграничном плавании.
- 1869, 24 мая — Произведён в мичманы.
- 1869, 24 июня — 1869, 8 сентября — На броненосной лодке «Русалка» в составе броненосной эскадры Балтийского флота.
- 1870, 14 января — Назначен ревизором на винтовую шхуну «Тунгус».
- 1870, январь — март — Изобретение пластыря (шинкованного мата) для заделки пробоин судов.
- 1870, март — июнь — Опубликовал в «Морском сборнике» статью «Броненосная лодка „Русалка“».
- 1871, 1 января — Произведён в лейтенанты и награждён 200 рублями.
- 1872, 18 декабря — Назначен в распоряжение вице-адмирала А. А. Попова.
- 1873, 17—21 декабря — Находился в командировке в Вене, на Всемирной выставке, где в качестве экспоната был представлен изобретённый Макаровым пластырь.
- 1874, 24 августа — 25 сентября — Состоял флаг-офицером при вице-адмирале А. А. Попове.
- 1876, октябрь — Назначен на Черноморский флот. 13 декабря — вступил в командование вооруженным пароходом «Великий князь Константин».
- 1877, в ночь с 30 апреля на 1 мая — Произвёл атаку четырьмя минными катерами (С. О. Макаров находился на катере «Минер») сторожевого судна на Батумском рейде.
- 1877, в ночь на 29 мая — Совершил нападение минными катерами парохода «Константин» на турецкие корабли на Сулинском рейде.
- 1877, 12 августа — Совершил нападение минными катерами парохода «Константин» на турецкие корабли, броненосец «Шевкет» у Сухума и повредил его.
- 1877, в ночь на 16 декабря — Совершил нападение на турецкие броненосцы у Батума; во время атаки были применены торпеды[6].
- 1878, в ночь на 14 января — Атаковал торпедами турецкий сторожевой пароход «Интибах» на батумском рейде и потопил его (первое в истории успешное боевое применение торпеды).
- 1879, 1 мая — 1881, 21 мая — Участвовал в Ахал-текинской экспедиции в должности заведующего морской частью при войсках, действовавших в Закаспийском крае.
- 1879, 2 ноября — венчание флигель-адъютанта, капитана 2-го ранга С.О. Макарова и Капитолины Николаевны Якимовской, дочери инженер-поручика Н.Ф. Якимовского; Одесса, Александроневская церковь.
- 1880, 29 октября — Назначен командиром стационера «Тамань».
- 1881, 1 января — Произведён в капитаны 1-го ранга.
- 1882, 21 февраля — Назначен флаг-капитаном Практической шхерной эскадры Балтийского флота.
- 1884, 14 мая — Назначен флаг-капитаном Практической эскадры Балтийского флота.
- 1885, 17 сентября — Назначен командиром корвета «Витязь».
- 1886, 24 мая — 1889, 25 июня — Командуя корветом «Витязь», находился в кругосветном плавании.
- 1887 (вторично в 1893) награждён Макариевской премией за исследования вод Средиземного моря и Тихого океана.

- 1890, 1 января — За отличие по службе произведен в контр-адмиралы и назначен младшим флагманом Балтийского моря.
- 1891, 8 октября — Назначен и. д. главного инспектора морской артиллерии.
- 1892, весна — Изобретение приспособления на снаряды — бронебойного колпачка, — вскоре принятого во всех флотах под названием «макаровского колпачка».
- 1894, 7 ноября — Назначен командующим эскадрой в Средиземном море.
- 1895, 1 января — 20 мая — Ходил с эскадрой из Средиземного моря в Тихий океан.
- 1896, 20 августа — утверждён в должности старшего флагмана 1-й флотской дивизии.
- 1897, 30 марта — Прочтение в Географическом обществе лекции «К Северному полюсу — напролом». 29 июня — 19 сентября — Командировка С. О. Макарова к устьям Оби и Енисея. Декабрь — Опубликован труд С. О. Макарова «Рассуждения по вопросам морской тактики».
- 1898, 17 октября — Произведён спуск ледокола «Ермак» на реке Тайн в Ньюкасле.
- 1899, 21 февраля — 4 марта — С. О. Макаров вышел на ледоколе «Ермак» в море, совершив на нём первое плавание из Ньюкасла в Кронштадт.
- 1899, 6 декабря — Назначен главным командиром Кронштадтского порта и военным губернатором города Кронштадта.
- 1901, 27 марта — 30 августа — Экспедиция С. О. Макарова, отправившаяся на «Ермаке» к Новой Земле и Земле Франца-Иосифа.
- 1904:
  - 9 февраля — Назначение командующим флотом в Тихом океане;
  - 24 февраля — Прибытие С. О. Макарова в Порт-Артур;
  - 27 февраля — Перенесение флага на эскадренный броненосец «Петропавловск»;
  - 4 марта — Выход С. О. Макарова на миноносце «Боевой» на внешний рейд;
  - 9 марта — Организация С. О. Макаровым перекидной артиллерийской стрельбы через Ляотешан по японскому флоту;
  - 13 марта — Выход эскадры в море под флагом вице-адмирала С. О. Макарова в составе 22 кораблей;
  - 14 марта — Выход эскадры в море для маневрирования;
  - 15 марта — Отражение атаки японских миноносцев;
  - 29 марта — Выход эскадры в море под флагом командующего;
  - 31 марта; 7 часов — Выход на внешний рейд броненосца «Петропавловск», а затем и других броненосцев. 9 часов 39 минут — Гибель С. О. Макарова вместе с «Петропавловском», подорвавшегося на мине.

## Научные достижения
Степан Макаров внёс значительный вклад в развитие русской океанографии, в том числе и аппаратных исследований Мирового океана, им был сконструирован один из первых надёжных батометров. Не менее, а скорее и более важной его разработкой была теория непотопляемости корабля. Степан Осипович настаивал на выделении непотопляемости в отдельную научную дисциплину.
На посту главного инспектора морской артиллерии Макаров изобрёл новые наконечники к бронебойным снарядам (т. н. «макаровские колпачки»), которые, однако, были внедрены в практику русского флота лишь после его смерти. Они представляли собой наконечник из мягкой нелегированной стали, которая сплющивалась при ударе, одновременно заставляя твёрдый верхний слой брони трескаться. Вслед за этим твёрдая основная часть бронебойного снаряда легко пробивала нижние слои брони — значительно менее твердые. «Колпачки» (по нынешней терминологии, бронебойные наконечники), как правило, повышали бронепробиваемость снаряда при прочих равных на 10—16 %, но при этом несколько ухудшалась кучность.
С. О. Макаров активно пропагандировал идею «безбронного судна», считая, что многочисленное вооружение, в том числе торпедное, а также высокая скорость важнее, чем броня. Он ратовал за открытое размещение орудий на верхней палубе, считая, что вес защиты лучше употребить на дополнительные пушки. А также считал, что, чем строить крейсер в 12 тысяч тонн, лучше послать в океан 4 крейсера по 3000 тонн.

## Вклад в радиофикацию флота и радиоразведку
После вступления в должность командующего 1-й тихоокеанской эскадрой 24 февраля 1904 года инициировал развитие радиосвязи на Дальнем Востоке и в управлении флота: были созданы радиостанции на побережье Тихого океана и радиостанциями оснастили корабли. 7 марта (20 марта) 1904 адмирал издал приказ № 27 о радиоразведке, предписывающий перехватывать неприятельские радиограммы и определять, где находится их источник.

## Сочинения
- О прекращении подводной течи на судах / [Соч.] Лейт. С. Макарова. — Санкт-Петербург: тип. Мор. м-ва, 1873. — [2], 12 с.: ил.
- О непотопляемости судов / [Соч.] Лейт. С. Макарова. — Санкт-Петербург: тип. Мор. м-ва, 1875. — [2], 58 с., 2 л. черт.
- О содержании в исправности непроницаемых переборок и водоотливных приспособлений / С. Макаров. — Санкт-Петербург: тип. Мор. м-ва, 1876. — [2], 24 с.
- Средства против потопления судов / С. Макаров. — Санкт-Петербург: тип. Мор. м-ва, 1876. — [2], 41с., 2 л. черт.
- Об обмене вод Чёрного и Средиземного морей: Исслед. флигель-адъютанта, кап. 1 ранга С. О. Макарова: Чит. в заседании Физ.-мат. отд-ния Имп. Акад. наук 21 мая 1885 г. — Санкт-Петербург: тип. Имп. Акад. наук, 1885. — V, [3], 148 с., 7 л. черт.
- О подогревании воды в паровых котлах с возможно меньшим расходом топлива и об быстрой разводке пара: Зап. флигель-адъютанта кап. 1 ранга Макарова. — Санкт-Петербург: тип. Мор. м-ва, 1885. — 31 с., 3 л. черт.
- Православие в Японии / Степан Осипович Макаров. — Санкт-Петербург: Синод. тип., 1889. — [1], 28 с., 1 л. ил.
- Некоторые испытания ареометров корвета «Витязь» / [Соч.] Контр.-адм. С. О. Макарова. — Санкт-Петербург: тип. В. Демакова, [1891]. — 10 с.
- Об измерении удельного веса морской воды: Сообщ. контр.-адм. С. О. Макарова в Физ.-хим. о-ве в С.-Петербурге 8/20 янв. 1891 г.: Текст по-русски, рез. по-немецки. — Санкт-Петербург: тип. В. Демакова, 1891. — [2], 64 с., 1 л. граф.
- Об уменьшении гибельных последствий при столкновениях судов / Контр.-адм. С. О. Макаров. — Санкт-Петербург: тип. Мор. м-ва, 1891. — 26 с., 1 л. черт.
- О трудах русских моряков по исследованию вод Северного Тихого океана / К.-адм. С. О. Макаров. — Санкт-Петербург: тип. Мор. м-ва, 1892. — [2], 33 с., 3 л. табл., карт.
- Разбор элементов, составляющих боевую силу судов. — [Санкт-Петербург: Мор. техн. ком., 1894]. — 74 с.
- Краткое сообщение контр-адмирала С. О. Макарова о гидрологических работах, произведенных им во время последнего плавания в 1894—1896 годах: (Чит. в заседании соедин. отд-ний Географии математической и Географии физической 19 апр. 1896 г.). — [Санкт-Петербург : тип. А. С. Суворина, [1896]. — 12 с.: ил.
- Отчет вице-адмирала Макарова об осмотре им летом 1897 года, по поручению министра финансов С. Ю. Витте, морского пути на реки Обь и Енисей. — Санкт-Петербург: тип. В. Киршбаума, 1898. — [2], 81 с.
- Об однообразии в судовом составе флота / [Соч.] Вице-адм. С. О. Макарова. — Санкт-Петербург: тип. Мор. м-ва, 1898. — [2], 40 с.
- «Ермак» во льдах: Описание постройки и плаваний ледокола «Ермак» и свод науч. материалов, собран. в плавании: В 2 ч. / Сост. вице-адм. С. Макаров. — Санкт-Петербург: тип. Спб. акц. о-ва печ. дела в России Е. Евдокимов, 1901. — XXI, [3], 507 с.
- Без парусов: [О парусном и паровом флоте] / Вице-адм. С. Макаров. — Санкт-Петербург: тип. Мор. м-ва, 1903. — [2], 44 с.
- Броненосцы или безбронные суды? / Вице-адм. С. Макаров. — Санкт-Петербург: тип. Мор. м-ва, 1903. — [2], 60 с., 7 л. черт.
- Извлечения из отчета главного командира Кронштадтского порта вице-адмирала С. О. Макарова за 1900—1901 года и Сборник его же приказов, обязательных постановлений и циркуляров по Кронштадтского порту, городу и гарнизону, 1900—1904 года: [Ч. 1—2]. — Кронштадт: тип. газ. «Котлин», 1904. — [2], VI, 79, [3], 200 с.
- Гидрологические исследования, произведенные в 1895 и 1896 гг. в Лаперузовом проливе и в других местах: (Доложено в заседании Физ.-мат. отд-ния 5 мая 1904 г.) / [Соч.] Вице-адм. С. А. Макарова; [Предисл.: М. Рыкачев]. — Санкт-Петербург: тип. Акад. наук, 1905. — [4], 51 с., 9 л. карт., табл.: ил. — (Записки Академии наук по Физико-математическому отделению; Т. 16, № 9)
- Рассуждения по вопросам морской тактики. — Москва: Военмориздат, 1942. — 331 с.

## Награды
- Орден Святого Станислава 3-й степени (1873)
- Орден Святой Анны 3-й степени (1876)
- Орден Святого Георгия 4-й степени (08.09.1877)
- Орден Святого Владимира 4-й степени с бантом (1878)
- Орден Святого Станислава 2-й степени (1879)
- Орден Святого Станислава 1-й степени (1893)
- Орден Святой Анны 1-й степени (1895)
- Орден Святого Владимира 2-й степени (1898)
- Орден Белого орла (06.12.1902)

## Семья
Жена (с 1879 года) — Капитолина Николаевна Якимовская (1859—1946, Антиб), дочь отставного инженер-поручика Николая Фёдоровича Якимовского (1828—1895); кавалерственная дама ордена Св. Екатерины (меньшего креста). В браке родилось трое детей:
- Ольга (1882—1886)
- Александра (1886—1982), фрейлина Их императорских Величеств, с 1906 года в браке с камергером Львом Викторовичем Голубевым, имела сына Вадима (род.1910). С 1914 года жила во Франции[20].
- Вадим (29.04.1891 (по ст. ст.) — 1964), окончил Морской кадетский корпус в 1913 году, в годы первой мировой войны воевал на крейсере «Адмирал Макаров» и эскадренном миноносце «Орфей», награждён орденами. Не принял революцию, воевал в армии Колчака, после гражданской войны эмигрировал в США. В 1923 году поселился в Нью-Йорке. В США разрабатывал системы вооружения для флота, создал успешный бизнес. Почётный гражданин Бостона, сооснователь Общества русских морских офицеров в Америке. В 1962 году Вадим Степанович перенёс тяжелую операцию, а 2 января 1964 года скоропостижно скончался в Нью-Йорке[21].

## Память
Имя Макарова носят город в Сахалинской области, котловина Макарова, несколько улиц в различных городах России и Украины, а также три морских вуза: Государственный университет морского и речного флота в Санкт-Петербурге; Национальный университет кораблестроения в Николаеве; Тихоокеанское высшее военно-морское училище во Владивостоке.
- В июне 1913 г. в Кронштадте открыт воздвигнутый на добровольные пожертвования памятник С. О. Макарову с надписью на постаменте: «Помни войну!». Другие памятники установлены в Николаеве и Владивостоке, в Смоленске — бюст (автор Фишман П. А.), в селе Янракыннот Чукотского АО — обелиск. Бюст Макарова также установлен в посёлке Судоверфь Рыбинского района у входа на территорию АО «Рыбинская верфь».
- Несколько кораблей в Советском Союзе и России в разное время носили название «Адмирал Макаров». Ещё 15 апреля 1908 г. был поднят флаг на крейсере «Адмирал Макаров». В 1921 г. в честь С. О. Макарова был переименован ледокол «Лейтенант Шмидт».
- На Тихоокеанском флоте ежегодно 8 января проходят памятные мероприятия, посвящённые Степану Осиповичу Макарову[22].
- В 2017 году в Мурманске у входа в Нахимовское военно-морское училище среди прочих установлен бюст С. О. Макарова.
- Адмирал Макаров изображён на картине советского художника И. С. Сорокина «Попов демонстрирует адмиралу Макарову радиоустановку».
- В честь С. О. Макарова назван астероид (6220) Степанмакаров, открытый в 1978 году советским астрономом Л. В. Журавлёвой.
- В 2024 году памятник открыт на территории Тихоокеанского высшего военно-морского училища (Владивосток)[23].

### В кино
- В 1984 г. на киностудии «Леннаучфильм» был снят научно-популярный фильм «Адмирал Макаров» (режиссёр — В. Гуркаленко, операторы В. Петров, В. Ильин, В. Смирнов). Фильм неоднократно демонстрировался по центральному телевидению.
- «Беспокойный адмирал. Степан Макаров» (2018) — фильм из серии «Пророк в своём Отечестве».
- «Адмирал Макаров. Письмо к сыну» (2023).
- «Вода и воля. Адмирал Макаров» (2024).

- Памятник С. О. Макарову в Николаеве
- Памятник С. О. Макарову в Смоленске
- Памятник С. О. Макарову в Кронштадте
- Памятник С. О. Макарову во Владивостоке
- Почтовые марки, 1949 год. 100 лет со дня рождения адмирала С.О. Макарова (1849-1904)
- Художественный маркированный конверт СССР, посвящённый С. О. Макарову, 1973
- Почтовая марка СССР из серии «Адмиралы России», посвящённая С. О. Макарову, 1989, 35 копеек (ЦФА 6162, Скотт 5850f)